# Diecezja Belize City – Belmopan
Diecezja Belize City – Belmopan (łac.: Dioecesis Belizepolitanus-Belmopanus, ang.: Diocese of Belize City-Belmopan) – rzymskokatolicka diecezja w Belize, obejmująca swoim zasięgiem obszar całego kraju. Siedziba biskupa znajduje się w katedrze Najświętszego Odkupiciela w Belize City. 

## Historia
- 10 czerwca 1888 r.: utworzenie prefektury apostolskiej Brytyjskiego Hondurasu z wydzielenia części parafii z wikariatu apostolskiego Jamajki
- 3 stycznia 1893 r.: przekształcenie prefektury apostolskiej w wikariat apostolski Hondurasu Brytyjskiego
- 15 grudnia 1925 r.: zmiana nazwy na wikariat apostolski Belize
- 29 lutego 1956 r.: przekształcenie wikariatu w diecezję Belize
- 31 grudnia 1983 r.: zmiana nazwy na diecezja Belize City-Belmopan

## Biskupi
- biskup diecezjalny - wakat

## Główne kościoły
- Katedra: Katedra Najświętszego Odkupiciela w Belize City
- Konkatedra: Konkatedra Matki Bożej z Guadalupe w Belmopan